# 오리온자리
오리온 자리는 천구의 적도에 걸쳐 있는 눈에 띄는 큰 별자리로, 겨울의 저녁 하늘에서 주로 보인다. 그 명칭은 그리스 신화에 나오는 사냥꾼인 오리온에 기원한다. 동아시아의 별자리에서는 자수, 삼수, 삼수의 '벌', 필수의 '삼기' 별자리에 해당된다.
사다리꼴 안의 나란히 늘어선 밝은 세 별 민타카, 알니탁, 알닐람은 '오리온자리 허리띠'(Orion's Belt)라고 불린다. 민간에서는 이들을 '삼태성(三太星)'으로 부르기도 하지만, 이는 북두칠성 머릿쪽에 위치한 '삼태성(三台星)' 별자리와는 다르다.

## 특징
대체로, 오리온자리는 에리다누스 옆에 사냥개인 큰개와 작은개와 함께 서서, 황소에 맞서 싸우는 형태로 그려진다. 근처에는 또 다른 사냥감인 토끼가 있다.

## 별과 천체
오리온자리는 밝은 별과 성단·성운이 풍부하다.
오리온 왼쪽 어깨 부분의 베텔게우스와, 다른 하나는 오른쪽 정강이 부분의 리겔은 0등급의 별이다. 오리온의 벨트 아래에서 오리온 대성운을 찾아볼 수 있다.
| 별    | 명칭       | 등급 | 색깔   | 거리     | 위치            |
| ----- | ---------- | ---- | ------ | -------- | --------------- |
| α Ori | 베텔게우스 | 0.5  | 빨간색 | 520광년  | 오른쪽 겨드랑이 |
| β Ori | 리겔       | 0.12 | 청백색 | 900광년  | 왼쪽 다리       |
| γ Ori | 벨라트릭스 | 1.64 | 청백색 | 470광년  | 왼쪽 겨드랑이   |
| δ Ori | 민타카     | 2.2  | 파란색 | 1500광년 | 허리띠 오른쪽   |
| ε Ori | 알닐람     | 1.69 | 청백색 |          | 허리띠 가운데   |
| ζ Ori | 알니탁     | 1.7  | 파란색 | 800광년  | 허리띠 왼쪽     |
| ι Ori | 하트샤     | 2.75 | 파란색 | 1325광년 | 칼 끝           |
| κ Ori | 사이프     | 2.09 | 청백색 |          | 오른쪽 무릎     |
| λ Ori | 마이사     | 3.39 | 파란색 |          | 머리            |

### 어두운 천체들
- 오리온의 허리띠에 매달려 있는 칼(작은 세 개의 별)에는 오리온자리 θ1, θ2 별이 있는데, 이들을 '트라페지움(Trapezium:부등변사각형)', 그리고 오리온 대성운(M42)이라 부른다. 맨눈으로 볼 수 있을 만큼 커서 이름에 대(大)자가 들어간 유일한 성운이다. 사진에서는 불사조를 연상시키는 멋진 모습을 볼 수 있다. 이는 호화로운 천체로, 육안으로도 별과 다른 모습으로 식별할 수 있으며, 쌍안경으로는 발생 초기 별들의 소용돌이치는 구름, 밝은 기체, 먼지를 볼 수 있다.

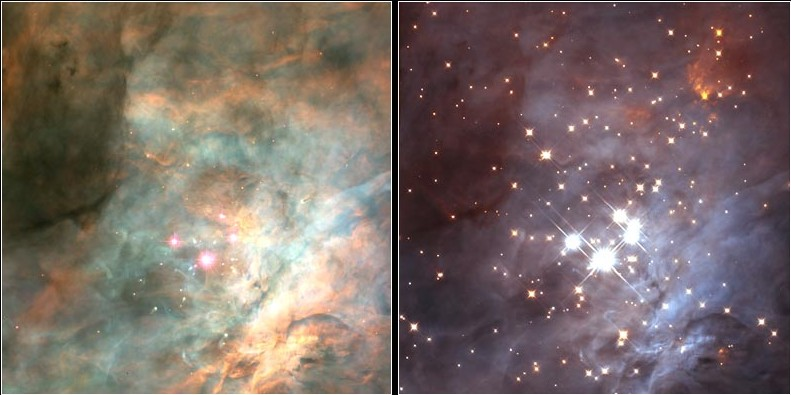
트라페지움의 가시광선과 적외선 사진

- B 33 (말머리성운)도 널리 알려진 성운이다. ζ별 부근에 위치하며, 말머리 모양의 암흑성운을 포함한다.

이 외에, 작은 망원경으로 별자리를 살피면, 버나드 루프(Barnard's Loop: 우측 사진)를 포함하여, M43, M78 등의 메시에 천체, NGC 2024 (불꽃 성운: Flame Nebula)을 찾아볼 수 있다.
이러한 모든 성운들은 약 1,500 광년 떨어져 있으며 지름이 수백 광년인 오리온의 분자 구름 집단의 일부이다. 이 영역은 우리 은하에서 관측 가능한 영역 중에서는 별이 꽤 격렬하게 생성되는 영역이 된다.

M42 오리온 대성운
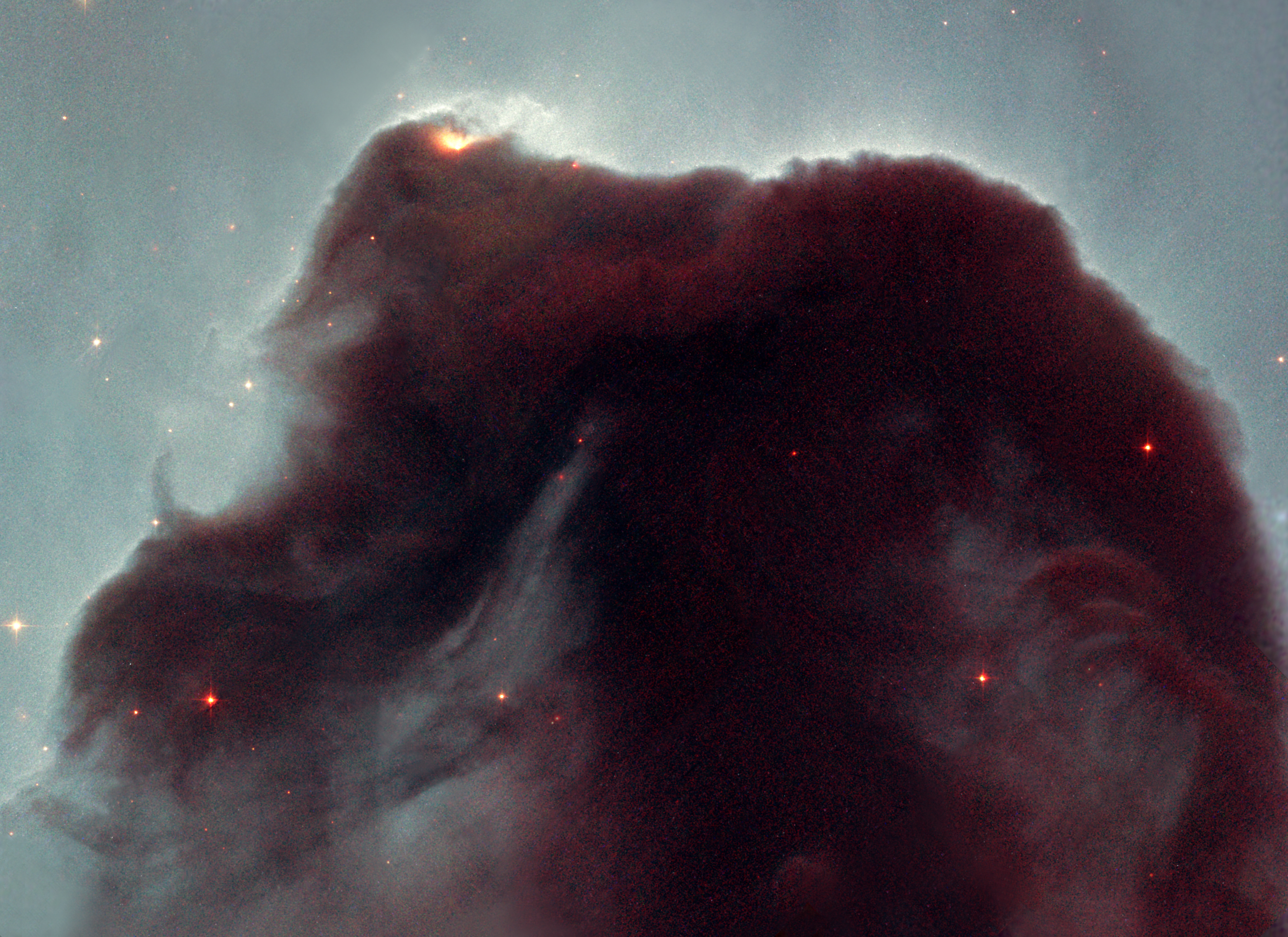
B 33 말머리성운
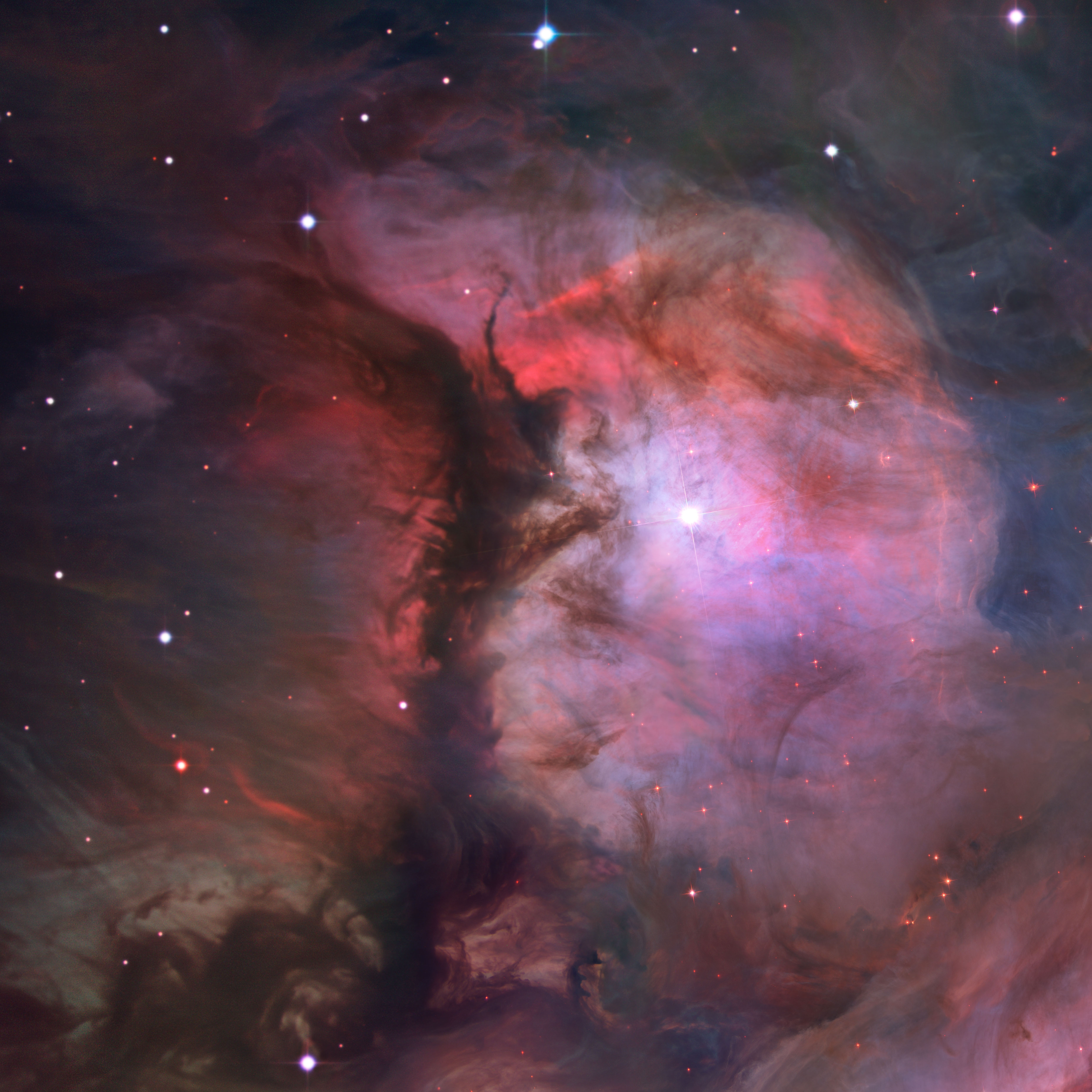
M43 성운
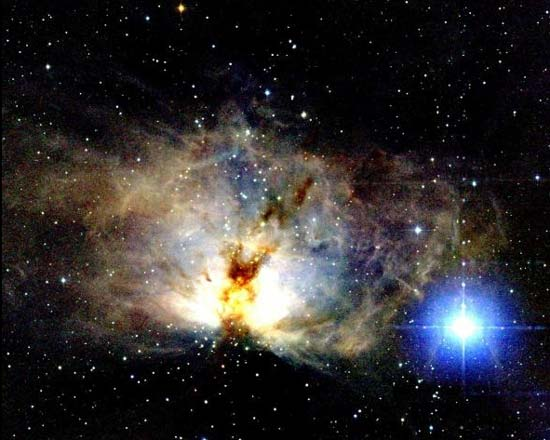
NGC 2024 성운

### 유성우
10월 21일경에는 유명한 오리온자리 유성우가 극대기에 도달한다. 복사점은 쌍둥이자리와의 경계 부근이며, 시간당 20개 정도의 유성을 볼 수 있다.

## 신화와 역사

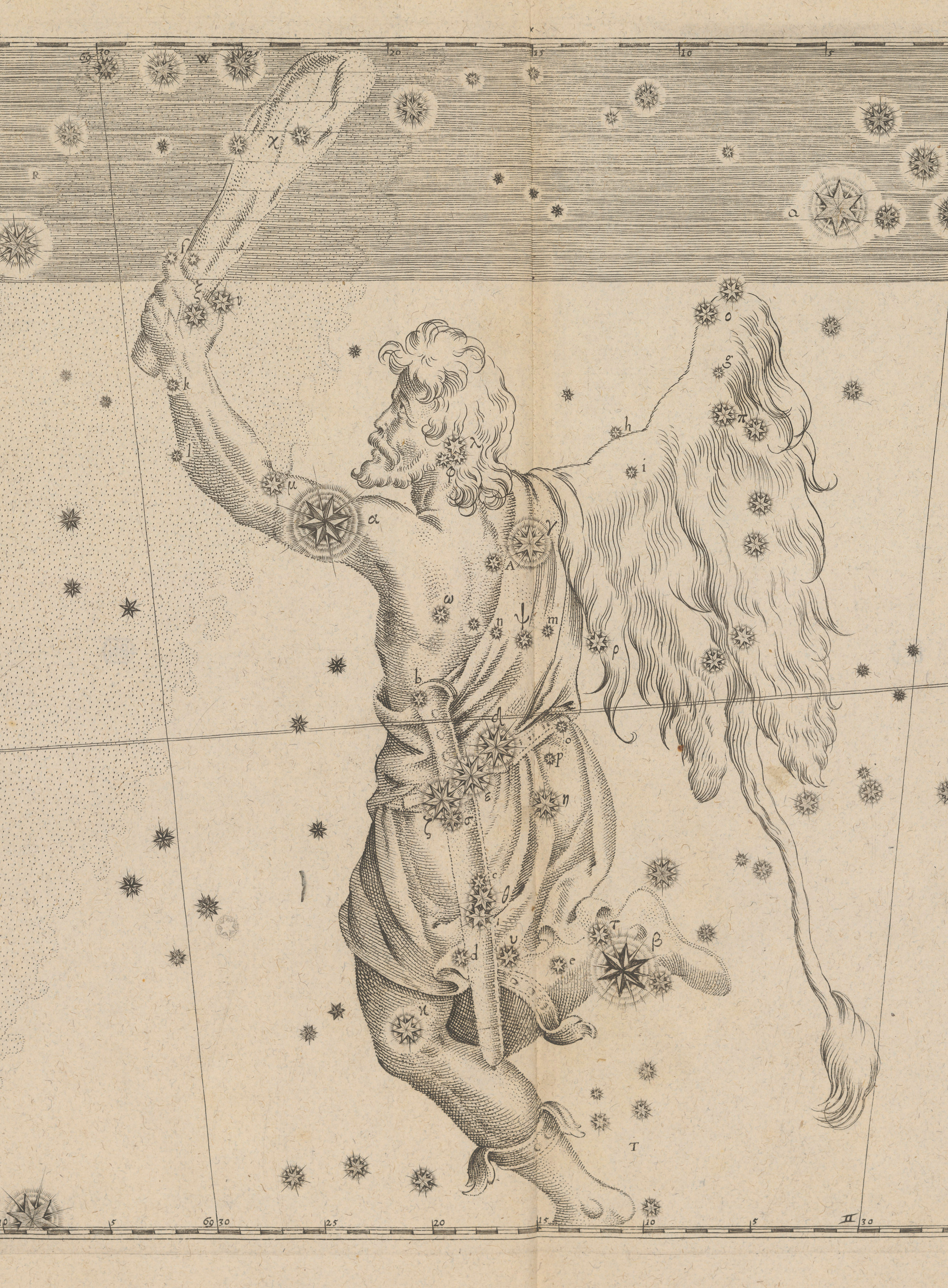
오리온자리, 《우라노메트리아》(1661년)

오리온자리의 형태는 약 150만 년 전부터 갖추어졌다. 오리온자리의 별들은 상대적으로 고유운동의 속도가 느려 1 ~ 2백만 년 뒤까지 여전히 남아 있을 것으로 여겨진다.
오리온자리는 밝고 특이하여, 그 형태가 여러 문명에서 다양하게 인식되었다.
- 수메리아에서는, 양치기와 양의 모습으로 여겨졌다.
- 고대 이집트에서는, 죽음과 하계의 신인 오시리스와 연관되었다. 기자의 피라밋이 오리온의 허리띠를 그려 놓은 것이라는 주장이 있다.
- 동아시아의 별자리에서는, 28수의 자수(觜宿)와 삼수(參宿)에 해당되며, 중앙의 허리띠는 '세 명의 장군(三將)'으로 해석된다.
- 오리온의 허리띠는 네덜란드, 프랑스, 남아프리카공화국 등의 여러 나라에서 '세 명의 왕'으로 불렸다.
- 기독교 선교 이전의 스칸디나비아에서는 중앙의 허리띠는 '프리가(Frigg)의 실패'로 여겨지기도 하였다.
- 핀란드 신화에서는, 오리온자리는 'scythe of Väinämöinen'으로 불렀는데, 이는, 건초를 만드는 가을 하늘에서 볼 수 있었던 것에 유래되었다고 여겨진다.
- 고대 아람(시리아)에서는 'Nephila'로 불렸고, 그 후손은 '네피림(Nephilim)'으로 알려졌다.
- 오리온자리는 영국에서는 '호박'으로 불렸다.
- 오스트레일리아에서는, 오리온의 허리띠와 칼은 '소스 냄비'로 불리는데, 남반구에서 보면 그 모양이 비슷하다.

그리스 신화에는 오리온에 대한 여러 이야기가 전해진다. 바다의 신인 포세이돈의 아들이었다. 힘쎈 사냥꾼으로 인간세계에서 많은 이름을 알려졌던 오리온은 사냥의 여신이자 달의 여신인 아르테미스와 서로 사랑하던 사이였다. 그러나 아르테미스의 오빠인 태양의 신 아폴론은 이를 탐탁치 않게 여겼다. 오리온은 난폭한 성격을 가지고 있고, 인간은 신과 이루어 질 수 없는 존재라고 생각했기 때문이었다. 결국 아르테미스와 오리온이 결혼한다는 소식을 듣고 곤란하게 여긴 아폴론은 대지의 신에게 부탁해 오리온이 바다에 헤엄치고 있었던 그때 전갈을 보내어 독침으로 찔러 죽이려 했다. 아르테미스가 크게 반발하자 아폴론은 한 가지 제안을 한다. 오리온이 전갈로부터 살아남는다면 더 이상 두 사람의 사랑을 방해하지 않겠다는 것이다. 동생은 아폴론의 말을 믿지않자 스틱스강에 맹세까지 한다. 오리온은 전갈로부터 살아남았지만 싸움 도중 전갈에게 찔린 독침으로 인해 사망하게 된다. 그 후 아폴론에 의해 오리온과 전갈 모두를 하늘에 올려 별자리가 되게 하였는데, 오리온은 겨울 하늘 높은 곳에 위엄 있게 놓여 있으며, 전갈자리는 여름 하늘에 낮게 떠 곧장 서쪽으로 진다. 전갈자리는 오리온을 노리고 있고, 전갈은 또한 난폭해질 경우에 대비해 궁수자리에 의해 겨냥된다. 이는, 별자리의 위치에 따라 신화가 만들어진 것임을 의미할 가능성을 시사한다.
이 외에도 오리온의 죽음에 대해서는 여신 아르테미스가 화살로 쏘았다는 이야기, 오리온이 플레이아데스를 쫓아다녔다는 이야기 등 다양한 설화가 존재한다.
오리온의 명칭은 호라티우스의 송시, 호머의 오딧세이와 일리아드, 베르길리우스의 아에네아스의 서사시에도 언급되며, 성경에는 세 차례(욥기 9:9, 욥기 38:31, 아모스 5:8) 언급된다.

## 볼 수 있는 시기

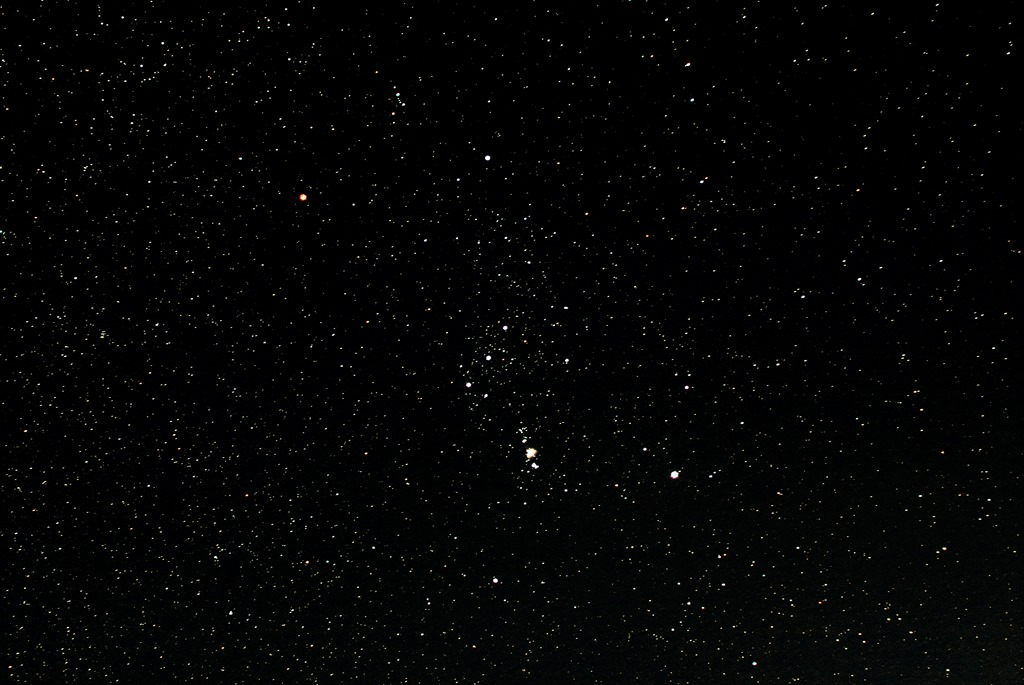

오리온자리는 대체적으로는 겨울철 별자리이다. 하지만 봄철에도 가능하는데 해진 후에 서쪽하늘에 보였다가 지평선으로 지게 된다. 그러다가 5월 말부터는 점점 보이지 않게 되었다가 여름철인 8월 새벽녘부터 동쪽하늘에 다시 보이기 시작하여 가을철이 되면 점차 모습을 차차 드러내기 시작한다.
그런데 2019년 7월에도 오리온자리가 보이기도 했는데 이는 2019년 칠레에서 개기 일식이 발생해 일시적으로 오리온자리, 시리우스, 프로키온, 풀룩스가 나타나는 경우가 있었다.
2017년 8월 21일 미국에서도 개기 일식이 발생했을 때 베텔게우스, 프로키온, 시리우스가 나타나는 일이 있었다.

## 같이 보기
- 전갈자리
- 황소자리
- 베텔기우스
- 벨라트릭스
- 리겔
- 알니타크
- 알닐람
- 민타카
- 마이사
- 사이프